# سویا تاکاهاشی
سویا تاکاهاشی (انگلیسی: Soya Takahashi؛ زادهٔ ۲۹ فوریهٔ ۱۹۹۶) بازیکن فوتبال اهل ژاپن است.
از باشگاه‌هایی که در آن بازی کرده‌است می‌توان به باشگاه فوتبال سانفریس هیروشیما اشاره کرد.